# Водважко, Николай Петрович
Николай Петрович Водважко (1904—1972) — помощник начальника грузовой службы Моршанского отделения движения Московско-Рязанской железной дороги.

## Биография
О дате рождения точных сведений нет. В автобиографии, которую он писал в феврале 1941 года, он сам написал, что родился в Киеве 3 марта 1904 года в семье железнодорожника. Начальник отдела кадров Дебальцевского отделения указал в ответе на запрос — 3 декабря того же года, а в трудовом списке, который предшествовал трудовой книжке, указано, что он родился 13 декабря. Да и в одной из анкет он сам написал, что месяц его рождения — XII. Украинец. Окончив в 1920 году единую трудовую школу, начал свой трудовой путь ремонтным рабочим пути станции Яготин под Киевом. Через два года стал учеником на телеграфе на этой же станции, потом работал телеграфистом на станциях Лубны и Яготин. С января 1925 года работал стрелочником. Вскоре был назначен помощником начальника станции Кучаково, затем — станции Кононовка и в 1929 году — узловой станции Гребёнка, откуда в 1930 году был направлен на курсы диспетчеров в Киев.
По окончании учёбы в мае 1931 года был направлен на работу в должности диспетчера узловой станции Дебальцево в Донбассе. Работал дежурным по Луганскому отделению, дежурным по району. В августе 1935 года был назначен заместителем начальника станции Ворошиловград. Он стал пропагандистом кривоносовских и красновских методов работы на своей станции. Для ускорения продвижения поездов по участку Водважко ввёл в практику работы общение с машинистом паровоза посредством диспетчерских записок, ставя в каждом отдельном случае перед ним конкретную задачу по сокращению перегонного времени хода. Оборудование участков радиосвязью значительно увеличило возможности для широкого внедрения этого метода. Возможности Водважко в смысле воздействия на улучшение работы транспортной сети значительно возросли с марта 1936 года, когда его назначили начальником станции Ворошиловград.
Осенью 1938 года Водважко получил назначение на должность поездного диспетчера снова в Дебальцево. Здесь он контролировал погрузку угля на подъездных путях, работу станционных смен, что позволяло связывать воедино деятельность раздельных пунктов на участке. Он смог составлять график оборота локомотивов на несколько часов. Опыт передового диспетчера пропагандировался в печати, он выступал на конференциях и слетах. Был награждён орденом Трудового Красного Знамени и знаком «Почётному железнодорожнику». Диспетчеры на транспорте, и не только железнодорожном, тщательно изучали метод работы Н. П. Водважко и стремились применить его на вверенных им участках работы.
Его имя стало символом точности, оперативности и чёткости в работе. Всем диспетчерам сети стали известны его семь принципов работы: знать отлично людей, с которыми трудишься; постоянно крепить контакт с линейными работниками, держать их в курсе поездной обстановки; видеть поезд в начальной стадии формирования; регулярно анализировать график движения; быть всегда на несколько перегонов «впереди»; владеть техникой регулировки сгущённых грузопотоков; всегда держать данное слово. В суровую зиму 1939—1940 годов Н. Водважко точно по расписанию отправил для Ленинграда маршрут угля, обеспечив «зелёную улицу» до станции Основа в Харькове. Весь маршрут состав прошёл за 12 часов 27 минут — на 1 час 55 минут быстрее, чем было предусмотрено графиком.
Осенью 1940 года Водважко стал студентом Всесоюзной академии железнодорожного транспорта, но в связи с её закрытием продолжил учёбу во Всесоюзной школе техников, где и застала его война. Вернуться на свою станцию не пришлось. В первые дни войны по путевке наркомата был направлен на Пермскую дорогу, где он стал работать в Зуевке заместителем начальника отделения на линии Молотов—Киров. Этот участок с началом войны приобретал стратегическое значение: по нему шли воинские эшелоны к фронту с Урала и Сибири, на восток двигались эшелоны с эвакуированными, промышленным оборудованием и другими грузами из территорий, находящихся под угрозой оккупации.
Первое же ознакомление с обстановкой вызвало у него серьёзное беспокойство: пропускная способность направлений явно недостаточна, даже воинские поезда подолгу стояли на подходах к станциям. Прежде всего, он добился равномерной расстановки поездов на участках, сумел упорядочить набор воды паровозами, загрузив пункты водоснабжения на линейных станциях и ликвидировав очереди у колонок на основных узлах. Скорость движения поездов возросла. И снова он на тормозных площадках товарняков объезжал станции отделения. Подметив, что на одних станциях производился только набор воды, на других — техосмотр вагонов, на третьих — чистка топок паровозов, он добился совмещения этих операций на тех станциях, где проводился набор воды. Эти меры позволили ускорить продвижение поездов.
Это был труднейший период в деятельности нашего железнодорожного транспорта, оказавшегося на грани катастрофы. В этих условиях опыт Водважко по ускоренному продвижению поездов в обоих направлениях приобретал исключительно важное значение. О новом опыте знатного диспетчера было рассказано в газетах.
После Сталинградской битвы в мае 1943 года Водважко был направлен на станцию Моршанск Московско-Рязанской железной дороги. Здесь он выполнял и обязанности линейного помощника начальника грузовой службы Моршанского отделения движения, вновь изыскал резервы ускорения продвижения поездов.
Указом Президиума Верховного Совета СССР от 5 ноября 1943 года «за особые заслуги в деле обеспечении перевозок для фронта и народного хозяйства и выдающиеся достижения в восстановлении железнодорожного хозяйства в трудных условиях военного времени» Водважко Николаю Петровичу присвоено звание Героя Социалистического Труда с вручением ордена Ленина и Золотой медали «Серп и Молот».
В конце марта 1944 года Водважко был откомандирован на Северо-Донецкую железную дороги и назначен заместителем начальника Ворошиловградского отделения, а через год — начальником Попаснянского отделения. Ему было присвоено персональное звание директора-подполковника движения. Прежде всего у него была забота об организации движения, руководстве соревнованием шахтёров и паровозников «Уголь — тоже оружие Победы.». Нужно было и возрождать разрушенное железнодорожное хозяйство Донбасса.
После войны Водважко был направлен на Винницкую дорогу, где возглавил Гречанское отделение. В феврале 1951 года он вернулся в Дебальцево, а потом был направлен в Купянск, откуда в 1955 году ушёл на заслуженный отдых. По данным учётной карточки Президиума Верховного Совета СССР, Николай Петрович Водважко умер в 1972 году.
Награждён двумя орденами Ленина, Трудового Красного Знамени, Красной Звезды, медалями; двумя знаками. «Почётному железнодорожнику».